# فن زخرفي

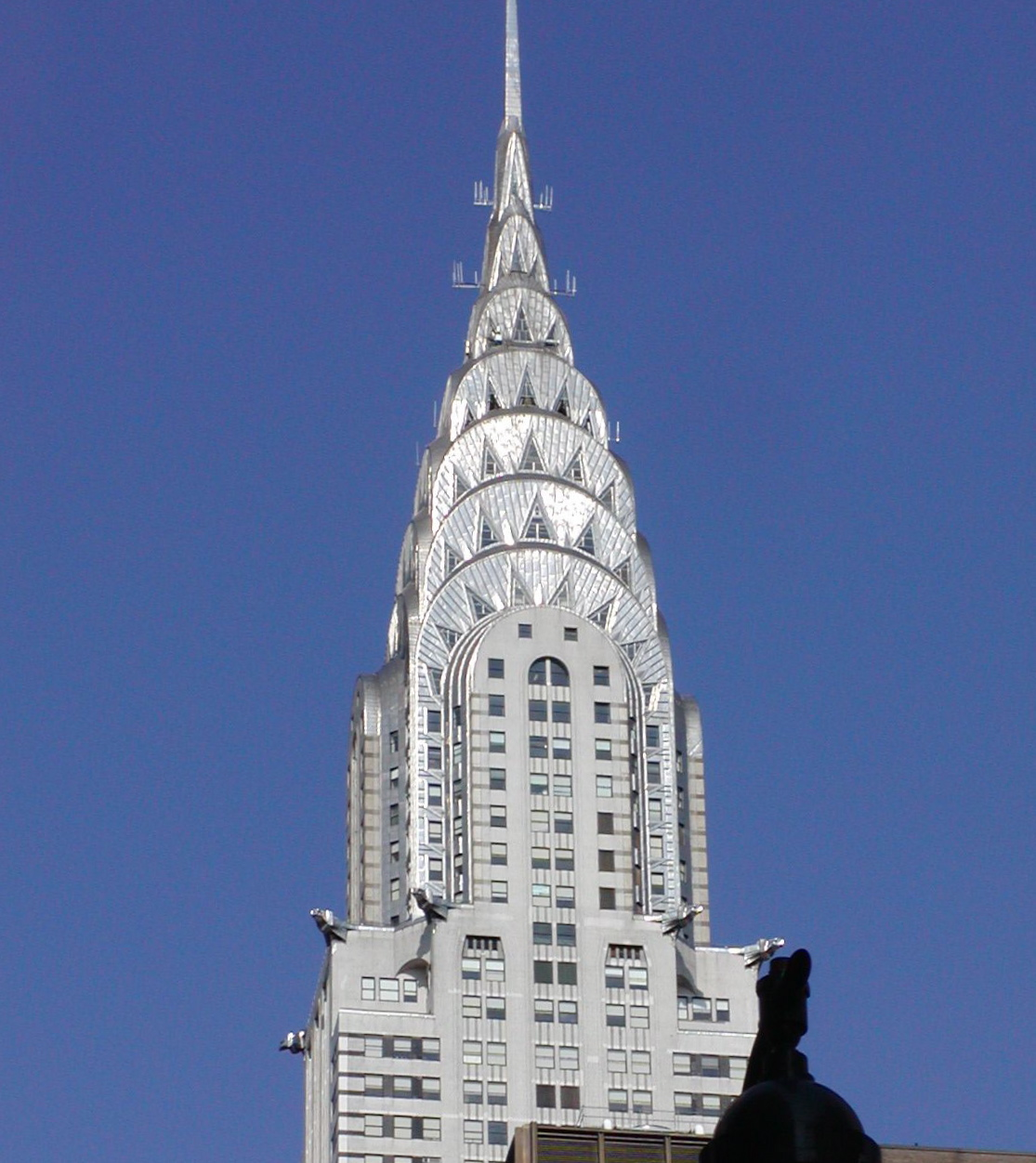
قمة برج كرايسلر في نيو يورك، بني عام 1928-1930

الفن الزخرفي أي آرت ديكو (بالفرنسية: Art Deco)، هو موجة تصميم شعبية بزغت في فرنسا على أعتاب الحرب العالمية الأولى، وراجت بين عامي 1920 و1939، أثرت بالعديد من الفنون كالعمارة، التصميم الداخلي، والفنون البصرية مثل الموضة، والرسم، التصميم الرقمي، السينما، وتصميم المجوهرات. جمع هذا الطراز بين العديد من الأشكال الفنية التي ظهرت في بداية القرن العشرين، خصوصا التكعيبية، الحداثية، الفن الجديد. بلغت شعبية الآرت ديكو ذروتها بالحقبة التي سبقت سنوات الكساد الكبير التي أصابت الولايات المتحدة في الثلاثينيات. كما بالنسبة للعديد من الحركات الثقافية والفنية التي تتأثر سياسيا أو فلسفيا بالأحداث القائمة، فإن الآرت ديكو كانت متاثرة بالموجة السائدة، حيث أبدى الناس وقتها ميلا للنماذج والطرز الأنيقة والحديثة.

## تاريخيا

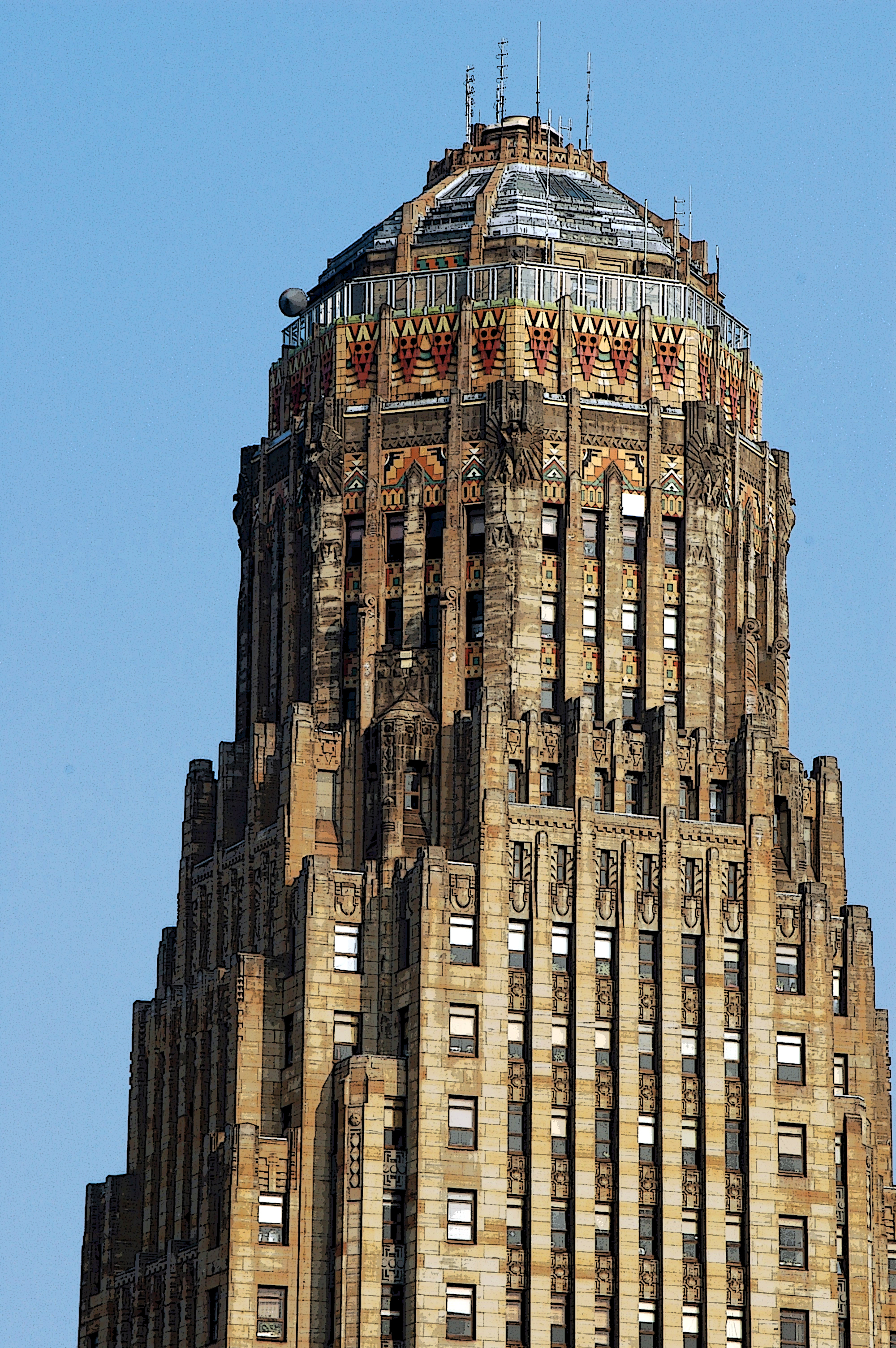
قاعة المدينة في بوفالو نيويورك، وتظهر نقوش الآرت ديكو في المبنى

بعد المعرض العالمي الذي أقيم في باريس عام 1900، والذي شارك فيها عدد من الفنانيين الفرنسيين الذين عرفوا باسم La Société des artistes décorateurs أو "شركة فناني الديكور"، وشملت العديد من الأسماء الفرنسية المعروفة في عالم التصميم كإيكتور غويمارد ويوجيني قراسييه وكان لهذه المجموعة الأثر الكبير في نشوء الآرت ديكو. حيث سعوا لإبراز الفن الفرنسي وتقديمه للعالم كمثال للأناقة والجمال، وفي عام 1925 نظم (المعرض الدولي للصناعات الحديثة والفن)، مما ساهم في تفعيل مستقبل الفنون الفرنسية، في عالم التجارة والأعمال.
ولقد سميت الحركة بداية بالإسلوب المعاصر. أما تسمية الآرت ديكو فإنها لم تطلق إلا بعد معرض عام 1925.

## أصوله

### مجتمع الفنانين الزخرفيين (1901- 1913)
ارتبط ظهور الفن الزخرفي ارتباطًا وثيقًا بارتفاع مكانة الفنانين الزخرفيين، الذين حتى نهاية القرن التاسع عشر كانوا يعتبرون مجرد حرفيين. اختُرع مصطلح آرت ديكوراتيف في عام 1875، ما منح مصممي الأثاث والأنسجة وغيرها من التزيينات صفة رسمية. أُسس مجتمع الفنانين الزخرفيين، أو إس أيه دي، في عام 1901، ومُنح الفنانون الزخرفيون حقوق الإبداع نفسها التي تحلى بها الرسامون والنحاتون. تطورت حركة مشابهة في إيطاليا. عُقد أول معرض دولي مكرس بكامله للفنون الزخرفية، المعرض الدولي للفنون الزخرفية الحديثة، في تورينو في عام 1902. أُسست عدة مجلات جديدة مُكرسة للفنون الزخرفية في باريس، بما فيها آرت إيه ديكوراسيون ولارت ديكوراتيف موديرن. أُدخلت أقسام الفنون الزخرفية إلى الصالونات السنوية لجمعيات الفنانين الفرنسيين، وبعد ذلك في صالون داتومني. لعبت القومية الفرنسية أيضًا دورًا في عودة ظهور الفنون الزخرفية، إذ شعر المصممون الفرنسيون بالتحدي من خلال زيادة الصادرات من المفروشات الألمانية الأرخص. في 1911، اقترح إس أيه دي معرضًا عالميًا كبيرًا جديدًا للفنون الزخرفية في 1912. لم يُسمح بنسخ من الأنماط القديمة، بل بالأعمال الحديثة فقط. أُجل المعرض حتى عام 1914، ومن ثم، بسبب الحرب، منح اسمه حتى عام 1925 لكل عائلة الأنماط المعروفة «بديكو».

لعبت المتاجر الكبرى ومصممو الأزياء الباريسية أيضًا دورًا مهمًا في ظهور الفن الزخرفي. بدأت شركات بارزة مثل شركة الأواني الفضية كريستوفل، ومصمم الزجاج رينيه لاليك، وصائغي المجوهرات لويس كارتييه وبوتشرون في تصميم المنتجات بأنماط أكثر حداثة. ابتداءً من عام 1900، استقطبت المتاجر الكبرى فنانين زخرفيين للعمل في استوديوهات التصميم خاصتها. عُهد بزخرفة صالون دوتومني لعام 1912 إلى المتجر الكبير برانتام، وفي ذلك العام أنشأ الورشة الخاص به، بريمافيرا. بحلول عام 1920، وظف بريمافيرا أكثر من 300 فنان، والذين تراوحت أساليبهم من نسخ محدثة من لويس الرابع عشر ولويس السادس عشر، وخاصة أثاث لويس فيليب المصنوع على يد لويس سو وورشة بريمافيرا، إلى أشكال أحدث من ورشة عمل متجر أو لوفر. رفض مصممون آخرون، بما فيهم إيميل جاك رولمان وبول فولو، استخدام الإنتاج بالجملة، مصرين على أن تُصنع كل قطعة وحدها. تميز أسلوب الفن الزخرفي القديم بمواد فاخرة وغريبة كالأبنوس والعاج والحرير، وألوان زاهية للغاية وزخارف منمقة، وبصورة خاصة السلال وباقات الزهور من كل الألوان، ما منح مظهرًا حداثيًا.

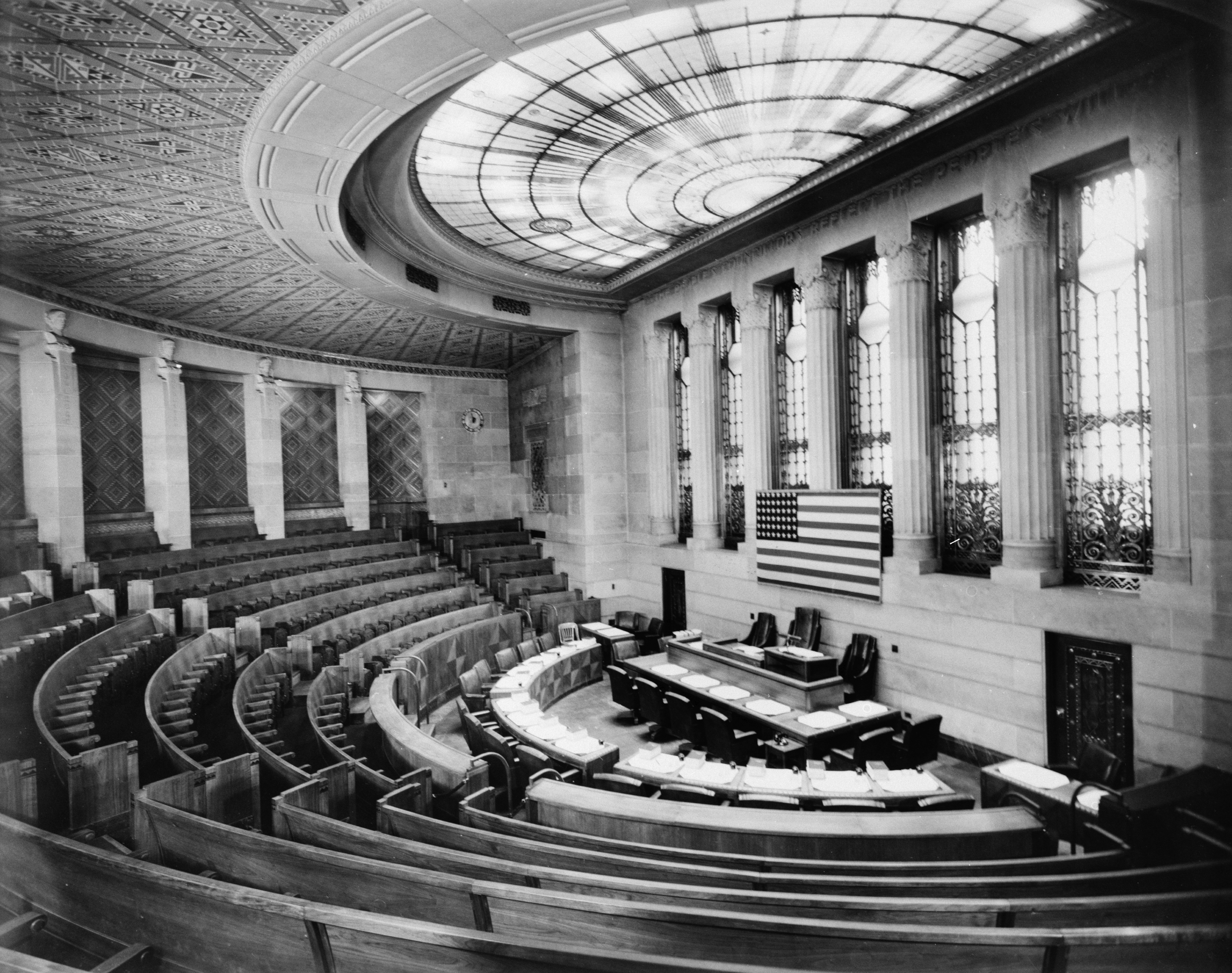
قاعة المدينة من الداخل وتظهر فيها تأثير الآرت ديكو

## الهبوط
بدأت سنوات الانحدار للآرت ديكو أثناء الحرب العالمية الثانية، حيث اعتبر أن الآرت ديكو صورة زائفة للمجتمع، حيث بدا أن أشكال الترف التي كانت تتخذها حفلات العشاء والمناسبات، شكل من أشكال السخرية، وانتهت تقريبا بعد الحرب العالمية، حيث أصاب التقشف المجتمع.